# Maria d'Apparecida
Maria de Aparecida Marques (Rio de Janeiro, 17 de janeiro de 1935 — Paris, 4 de julho de 2017) foi uma cantora lírica e atriz brasileira radicada em Paris.

## Biografia
Conhecida internacionalmente como "a Maria Callas afro-brasileira" e ativa até a década de 1990, foi distinguida, na França, com homenagens e láureas oficiais importantes, mas duramente hostilizada no Brasil, não obtendo em vida o reconhecimento em seu próprio país sobre a grandiosidade de sua obra.
Em 1948, ainda professora primária e locutora radiofônica, obteve experiência como atriz no Teatro Experimental do Negro. Mais tarde radicou-se em Paris, aprimorando os conhecimentos adquiridos no Conservatório Brasileiro de Música e seguindo carreira como cantora lírica. Na França, se tornou uma das principais intérpretes da Ópera de Paris, onde foi reconhecida como a melhor Carmen, personagem principal da mais famosa peça de Bizet.
Em 1965, Maria d'Apparecida esteve no Brasil para apresentar no Teatro Municipal do Rio de Janeiro sua interpretação de Carmen junto à Ópera de Paris. Além disto, também cantou na mesma ocasião O Diálogo das Carmelitas, de Francis Poulenc, sob a batuta de Jacques Pernoo e a direção de Henry Doublier. d'Apparecida não era uma cantora excepcional, mas era excelente atriz. Carmem é uma personagem cobiçada por praticamente todas as cantoras e grandes artistas se aventuraram na Carmem e foram por ela engolidas. Maria Callas, que tinha voz perfeita para o papel, gravou a ópera em estúdio, mas sabia que no palco a história seria outra. Maria d'Apparecida foi uma aparição fulgurante na França dos anos sessenta. Mostrou aos franceses uma Carmem que eles não conheciam. Uma Carmem que continha a negritude da mulher brasileira, e particularmente, da mulher carioca.
A trajetória de d'Apparecida foi repleta de gravações de muitos discos importantes de música brasileira, alguns deles com Baden Powell. Em 1955, gravou disco com canções do compositor Waldemar Henrique, que a acompanhou ao piano; entre 1967 e 68, gravou canções do mesmo compositor, além de outras de Heckel Tavares, Villa-Lobos e Jaime Ovalle; e nas décadas seguintes fez significativa carreira na cena lírica francesa, incursionando também pela música popular e pelo jazz.
Maria d'Apparecida Marques faleceu no dia 4 de julho de 2017 em Paris, sozinha. Foi encontrada por vizinhos duas semanas depois, já em decomposição. O corpo ficou por mais de 30 dias no Instituto Médico Legal de Paris à espera dos parentes. O Consulado Geral do Brasil em Paris tentou contato com familiares sem sucesso e, por fim, o Itamaraty acionou a polícia federal, que localizou um sobrinho por afinidade -ela não tinha irmãos-. Ficou decidido, então, que o corpo seria cremado e as cinzas, trazidas para o Brasil.
Em 2017 a exposição Concrete Mirror, com curadoria de Noara Quintana e Alex Ungrateeb Flynn e colaboração de diversos artistas brasileiros residentes em Paris, mostrou informações e trabalhos sobre Maria d'Apparecida no contexto de pesquisa entre as artes visuais e antropologia, criando possibilidades de conversa sobre histórias silenciadas, indigeneidade, papel do museu, descolonialidade e a relação entre estética e política.

### História em quadrinhos
Em 2022, a quadrinista franco-brasileira Clara Chotil produziu o livro Opera Negra, uma biografia em quadrinhos de Maria d’Apparecida. O livro foi publicado na França pela editora Actes Sud e no Brasil pela editora Veneta.  

## Discografia
Discografia
| Albums                             | Ano  | Gravadora               |
| ---------------------------------- | ---- | ----------------------- |
| Chants Brésiliens ‎                 | 1966 | RCA Victor              |
| Baden Powell / Maria D'Apparecida  | 1977 | Harmonia Mundi France   |
| Chante Baden Powell                | 1977 | Carabine                |
| Construction                       | 1978 | Sonopresse, Mary Melody |
| O Brasil                           | 1980 | Mary Melody             |
| Brasileirissimo                    | 1989 | Lollipop Music          |
| Couleur Bresil                     | 1989 | Ocora                   |
| Maria D'Apparecida Canta O Brasil ‎ |      | Concert Hall            |

| Singles e EPs                           | Ano  | Gravadora            |
| --------------------------------------- | ---- | -------------------- |
| Aria / Il Y Aura Toujours Des Musiciens | 1970 | Disc'Az              |
| Doucement / Nini C'Est Fini             | 1984 | Mary Melody, Carrere |
| Misere / Devagar                        |      | Mary Melody          |
| J'ai Le Bal Dans la Peau                |      | Libert production    |